# Jakob Friedrich von Holtzendorff
Jakob Friedrich von Holtzendorff (* 7. April 1741 in Tornow; † 3. August 1820 in Oppeln) war ein preußischer Generalleutnant und Chef des Kürassierregiments Nr. 9.

## Leben

### Herkunft
Seine Eltern waren der preußische Kapitän a. D. und Erbherr auf Tornow Jakob von Holtzendorff (1706–1748) und dessen Ehefrau Sophie Dorothea, geborene von Bomsdorff.

### Militärkarriere
Holtzendorff kam 1756 als Standartenjunker in das Regiment Gensdarmes. Während des Siebenjährigen Krieges kämpfte er in den Schlachten bei
Lobositz, Roßbach, Leuthen, Zorndorf, Hochkirch, Liegnitz, Torgau und nahm an den Belagerungen von Prag, Schweidnitz und Olmütz teil. In der Zeit wurde er am 12. Januar 1757 Kornett und am 13. Januar 1759 Leutnant.
Nach dem Krieg wurde er am 26. Juni 1775 wurde er Stabsrittmeister und am 6. Februar Rittmeister und Kompaniechef. Als solcher nahm er 1778/79 am Bayerischen Erbfolgekrieg teil. Danach wurde Holtzendorff am 26. Mai 1780 Major und am 3. November 1788 Kommandeur des Regiments Gensdarmes. Am 25. Mai 1789 stieg er zum Oberstleutnant auf und am 22. September 1790 zum Oberst. Holtzendorff war an der Neuformulierung des Kavallerie-Vorschriften beteiligt, wofür er am 1. April 1792 500 Taler erhielt. Bei der Revue am 23. Mai 1792 erhielt er zudem den Orden Pour le Mérite. Am 12. Juni 1793 wurde er in Nachfolge des Generals Prittwitz zum Inspekteur ad interim der Kavallerie mit einer Zulage von 500 Talern. Am 26. November 1793 übergab er die Inspektion an General Elsner. Am 24. April 1794 erhält Holtzendorff die Inspektion erneut, da General Elsner nach Südpolen versetzt wurde. Er nahm 1794/95 am Feldzug in Polen teil und wurde am 17. Januar 1795 noch zum Generalmajor ernannt aber seine Gesundheit war bereits angegriffen.
Am 23. Januar 1797 wurde er zum Chef des Kürassierregiments „von Manstein“ ernannt. Am 20. Mai 1802 wurde er dann noch mit Patent vom 23. Mai 1802 zum Generalleutnant befördert. Zudem erhielt er bei der Revue am 24. August 1804 den Großen Roten Adlerorden. Am Vorabend des Vierten Koalitionskrieges am 3. Oktober 1805 erhielt er das Kommando über die Grafschaft Glatz. Als 1806 der Krieg ausbrach, wurde Holtzendorff in der Schlacht bei Jena verwundet, rettete sich nach Magdeburg, ging aber mit der Kapitulation der Festung am 8. November 1806 in Gefangenschaft. Ab dem 10. August 1807 erhielt er nur noch halbes Gehalt, am 1. Dezember 1814 bekam er seinen Demission mit Pension. Er starb am 3. August 1820 in Oppeln.

### Familie
Holtzendorff heiratete am 11. Oktober 1794 in Berlin Maria Josepha Naschinsky (auch: Natschinski) (1736–1832). Das Paar hatte folgende Kinder:
- Eleonore Friederike (* 1776) ⚭ Friedrich Ludwig von Folgersberg, Leutnant im Kürassierregiment Nr. 9
- August Wilhelm (1782–1849), nahm 1812 seinen Abschied als Stabsrittmeister im Regiment Gensdarmes ⚭ 1812 Gräfin Praschma († 1812)
- Karl Friedrich (1783–1812), Sekondeleutnant a. D.
- Emilie Juliane Ulrike (* 1788) ⚭ Ernst Freiherr von Lyncker (1782–1846), Major in der Gendarmerie. Sie sind die Eltern der späteren Generalmajore Lothar und Heinrich von Lyncker.

Die Kinder wurden unehelich geboren und 1786 von Friedrich II. legitimiert, der überlebende Sohn war aber von der Erbfolge ausgeschlossen, der Besitz Tornow ging daher an die ostpreußische Linie.